# Bieg maratoński

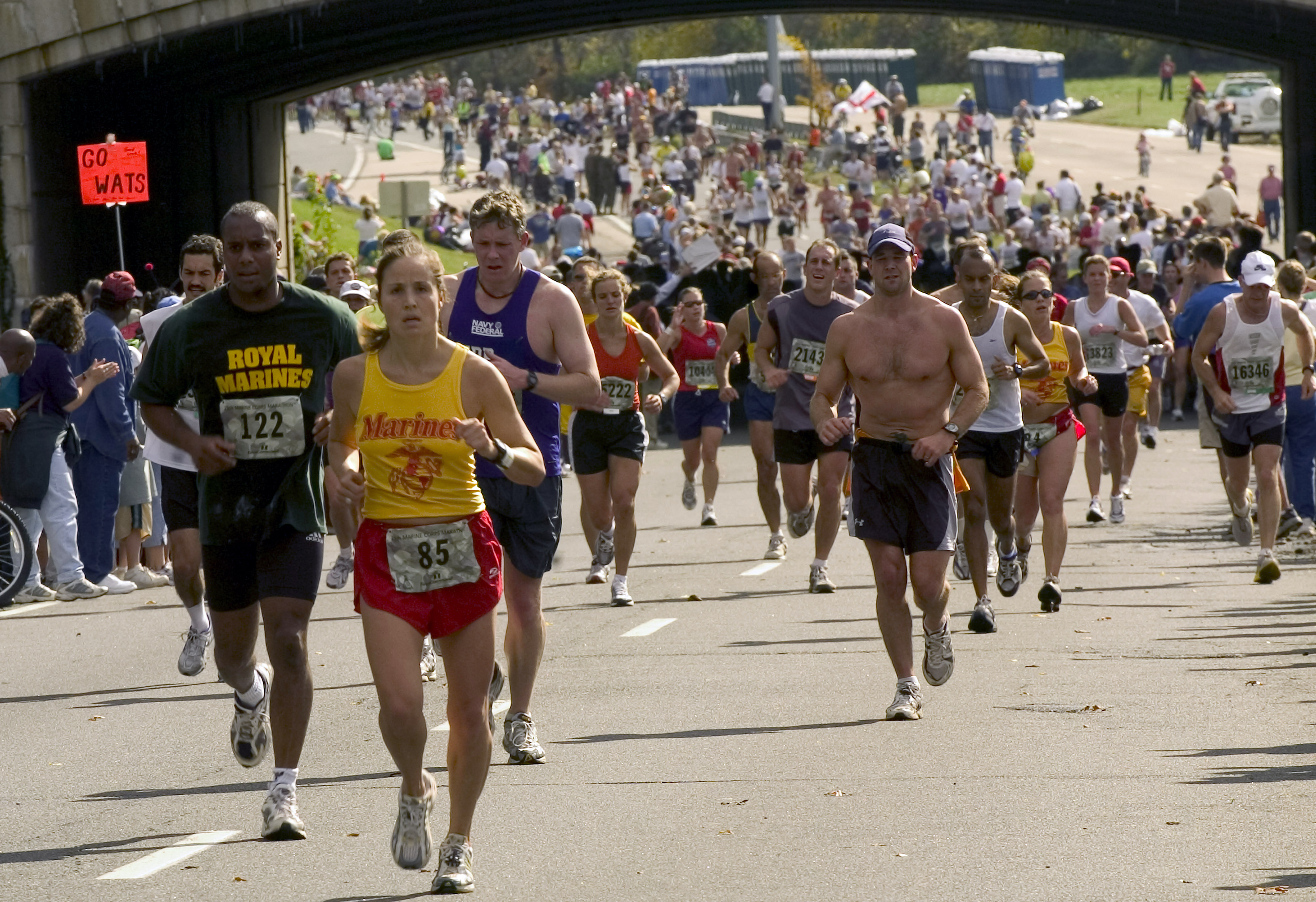
Bieg maratoński

Bieg maratoński (maraton) – bieg na dystansie 42 195 m.

## Pochodzenie nazwy
Nazwa pochodzi od miejscowości Maraton w Grecji. Według Herodota po zwycięskiej dla Greków bitwie z Persami pod Maratonem w 490 r. p.n.e., armia perska zaokrętowała i wypłynęła w kierunku bezbronnych Aten. Widząc to, Grecy udali się co sił w nogach do miasta, przybywając praktycznie równocześnie z okrętami perskimi.
Bieg ten stał się podstawą romantycznych historii, według których posłaniec Filippides pobiegł do Aten, by opowiedzieć o zwycięstwie i poinformować Ateńczyków, że płynie ku nim flota perska. Po przekazaniu tej wiadomości padł martwy. W 1879 r. brytyjski poeta Robert Browning napisał na kanwie tej historii znany wiersz Filippides (ang. Pheidippides).
Michel Bréal, francuski filolog, zainspirowany historią marszu zasugerował Pierre'owi de Coubertinowi, by włączył bieg na dystansie odpowiadającym odległości z Maratonu do Aten do programu pierwszych nowożytnych igrzysk olimpijskich w Atenach.

## Dyscyplina olimpijska
W pierwszych igrzyskach bieg maratoński był rozgrywany na dystansie 40 km. W rzeczywistości dystans między Maratonem a Atenami wynosi 37 km, jednak postanowiono tę liczbę zaokrąglić. Na igrzyskach w Londynie dystans zwiększono o 2195 metrów (przesuwając metę w pobliże miejsca, gdzie na trybunach siedział brytyjski król, Edward VII). Bieg maratoński mężczyzn tradycyjnie kończy każde igrzyska olimpijskie. Maraton kobiet został włączony do programu igrzysk olimpijskich dopiero w 1984 roku w Los Angeles.

## Masowy bieg uliczny
Od przeszło 100 lat na ulicach największych miast świata rozgrywane są masowe biegi uliczne m.in. na dystansie maratońskim. W przeciwieństwie do igrzysk olimpijskich i mistrzostw świata, w maratonach ulicznych najczęściej udział może wziąć każdy. W największych imprezach (Londyn, Nowy Jork, Boston, Chicago, Wiedeń, Berlin) uczestniczy przeszło 30 tys. biegaczy zawodowców i amatorów. Najstarszy polski maraton organizowany jest w Dębnie. Dużą frekwencją jak na polskie warunki (około 5000 uczestników) cieszą się maratony: Poznań Maraton, Cracovia Maraton i Maraton Warszawski.
Najstarszym maratonem nowożytnym jest maraton w Bostonie (pierwsza edycja tego maratonu odbyła się 19 kwietnia 1897 roku), a w Europie – w Koszycach.
Największe maratony odbywają się: w Europie – w Berlinie (ponad 41 tys. uczestników) oraz w Londynie, a w Polsce – w Warszawie (w 2013 r. 8673 uczestników).
Na większości maratonów obowiązuje limit czasowy pokonania dystansu wynoszący 5 lub 6 godzin. Każda osoba, która ukończy maraton, otrzymuje pamiątkowy medal i dołącza do grona „Maratończyków”.
Obecnie maratony rozgrywane są praktycznie na całym świecie nawet w miejscach tak ekstremalnych jak pustynia (Sahara-Marathon w Tunezji) czy biegun (Antarktika-Marathon). Są też Ice-Maraton (po jeziorze Bajkał przy temp. -30 °C) czy Great Wall Marathon (po Wielkim Murze Chińskim).
Do ciekawych maratonów należy Istambul Euro-Asia Marathon, rozgrywany jednocześnie na dwóch kontynentach (trasa prowadzi przez most nad cieśniną Bosfor łączący Europę i Azję) oraz Two Oceans Marathon w Kapsztadzie, którego trasa wiedzie brzegami dwóch oceanów.

### Większe maratony w Europie
Lista największych maratonów w Europie (min. 5000 uczestników którzy ukończyli bieg w 2016 roku):
- Rosja – Moskwa
- Francja – Paryż, Pauillac, Nicea–Cannes, La Rochelle
- Holandia – Rotterdam, Amsterdam
- Włochy – Rzym, Florencja
- Grecja – Ateny
- Niemcy – Berlin, Hamburg, Frankfurt nad Menem, Kolonia
- Czechy – Praga
- Austria – Wiedeń
- Szwecja – Sztokholm
- Wielka Brytania – Londyn, Brighton, Manchester
- Irlandia – Dublin
- Hiszpania – Barcelona, Walencja, Sewilla, Madryt
- Dania – Kopenhaga
- Polska – Maraton Warszawski, Poznań Maraton, Cracovia Maraton

### Maratony w Polsce
Pierwszy w Polsce bieg maratoński zorganizowano 1924 na trasie Rembertów-Zegrze i z powrotem; trasa przebiegała w niekorzystnych warunkach zarówno atmosferycznych (deszcz, wiatr) jak i technicznych (nierówna szosa); zwycięzcą został Stefan Szelestowski wynikiem 3:13:10,5, wyprzedzając o blisko godzinę następnego rywala.

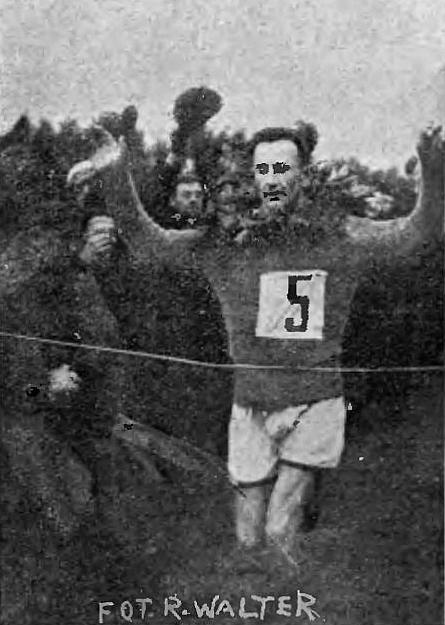
Stefan Szelestowski na mecie pierwszego w Polsce biegu maratońskiego (1924)

Orlen Warsaw Marathon (2014)

| Nazwa maratonu            | Miejsce imprezy                                  | Pierwsza edycja |
| ------------------------- | ------------------------------------------------ | --------------- |
| Maraton Dębno             | Dębno                                            | 1969            |
| Maraton Warszawski        | Warszawa                                         | 1979            |
| Maraton Toruński          | Toruń                                            | 1983            |
| Maraton Solidarności      | Gdańsk/Gdynia/Sopot                              | 1995            |
| Poznań Maraton            | Poznań                                           | 2000            |
| Cracovia Maraton          | Kraków                                           | 2002            |
| DOZ Maraton Łódź          | Łódź                                             | 2004            |
| Silesia Marathon          | Chorzów/Katowice/Mysłowice /Siemianowice Śląskie | 2009            |
| Maraton Opolski           | Opole                                            | 2011            |
| Orlen Warsaw Marathon     | Warszawa                                         | 2013            |
| Maraton Lubelski          | Lublin                                           | 2013            |
| Gdańsk Maraton            | Gdańsk                                           | 2015            |
| Nocny Maraton Szczeciński | Szczecin                                         | 2015            |

## Rekordziści
Oficjalne międzynarodowe rekordy w biegu maratońskim są certyfikowane przez Międzynarodowe Stowarzyszenie Federacji Lekkoatletycznych. Ze względu na nieporównywalność warunków, wyniki muszą być weryfikowane, a trasa biegu podlega pewnym restrykcjom:
- meta położona na wysokości nie większej niż 42 m poniżej wysokości położenia startu[5],
- odległość w linii prostej od startu do mety nie większa niż 21 097 m[5].

### Mężczyźni
|        | Czas    | Zawodnik      | Państwo | Data                 | Miejsce   |
| Świata | 2:00:35 | Kelvin Kiptum | Kenia   | 8 października 2023  | Chicago   |
| Europy | 2:03:36 | Bashir Abdi   | Belgia  | 24 października 2021 | Rotterdam |
| Polski | 2:07:39 | Henryk Szost  | Polska  | 4 marca 2012         | Ōtsu      |

Najlepszy nieoficjalny maratoński wynik 1:59:40 w dniu 12 października 2019 r. uzyskał Kenijczyk Eliud Kipchoge. Do przełamania przez niego bariery dwóch godzin doszło w ramach projektu INEOS 159 Challenge, na trasie wyznaczonej w wiedeńskim parku Prater. Bieg ten nie spełniał jednak wymagań IAAF – m.in. z uwagi na fakt, iż nie stanowił on otwartej rywalizacji a Kenijczykowi towarzyszyli zmieniający się pacemakerzy – w związku z czym wynik nie został uznany za oficjalny rekord świata.

### Kobiety
|        | Czas       | Zawodnik            | Państwo  | Data                 | Miejsce  |
| Świata | 2:09:56 mx | Ruth Chepngetich    | Kenia    | 13 października 2024 | Chicago  |
| Świata | 2:15:50 wo | Tigst Assefa        | Etiopia  | 27 kwietnia 2025     | Londyn   |
| Europy | 2:13:44 mx | Sifan Hassan        | Holandia | 8 października 2023  | Chicago  |
| Polski | 2:25:52    | Aleksandra Lisowska | Polska   | 3 grudnia 2023       | Walencja |

Najlepszy maratoński wynik uzyskany przez Polkę, to 2:24:18 Wandy Panfil w Bostonie 15.04.1991, jednak trasa nie spełniała wymagań IAAF - za duży spadek, jak i odległość między startem i metą.
Pierwsza kobieta, Roberta „Bobbi” Gibb pokonała dystans maratoński w 1966 roku, jednak nie została oficjalnie sklasyfikowana jako uczestniczka maratonu bostońskiego. Pierwszą kobietą, która została „oficjalnie” zgłoszona do udziału w maratonie (Boston) i ukończyła maraton była Kathrine Switzer w 1967 roku. Uzyskała czas: 4 godz. 20 min.

## Polscy finaliści olimpijscy (1–8)

### Mężczyźni
- 7. Jan Huruk 2:14:32 (1992)

## Polscy finaliści mistrzostw świata (1–8)

### Mężczyźni
- 4. Jan Huruk 2:15:47 (1991)

### Kobiety
- 1. Wanda Panfil 2:29:53 (1991)
- 4. Małgorzata Sobańska 2:31:10 (1995)
- 6. Kamila Gradus 2:32:09 (1991)

## Polacy w dziesiątkach światowych tabel rocznych

### Mężczyźni
- 1977 – 6. Kazimierz Orzeł, 2:13:43,8
- 1987 – 8. Bogusław Psujek, 2:10.26
- 1990 – 6. Antoni Niemczak, 2:09.41

### Kobiety
- 1989 – 3. Wanda Panfil, 2:27:05
- 1990 – 3. Wanda Panfil, 2:26:31
- 1990 – 8. Renata Kokowska, 2:28:50
- 1990 – 10. Kamila Gradus, 2:28:56
- 1991 – 1. Wanda Panfil, 2:24:18
- 1991 – 6. Kamila Gradus, 2:26:55
- 1991 – 9. Renata Kokowska, 2:27:36
- 1993 – 8. Renata Kokowska, 2:26:20
- 1995 – 6. Kamila Gradus, 2:27:29
- 1995 – 8. Małgorzata Sobańska, 2:27:43
- 1996 – 10. Renata Kokowska, 2:27:41

## Polacy w rankinguTrack and Field News

### Mężczyźni
- 1975: 10. Jerzy Gros
- 1990: 8. Antoni Niemczak
- 1991: 3. Jan Huruk
- 1992: 5. Jan Huruk

### Kobiety
- 1989: 5. Wanda Panfil
- 1990: 2. Wanda Panfil
- 1990: 7. Renata Kokowska
- 1991: 1. Wanda Panfil
- 1991: 10. Renata Kokowska
- 1995: 4. Małgorzata Sobańska